# Metilcobalamină
Metilcobalamina (MeCbl) este una dintre formele active biologic ale vitaminei B12 (cobalamină). Este utilizată ca supliment alimentar pentru a preveni deficitul de vitamina B12.